# میشل کریستول
میشل کریستول (انگلیسی: Michel Christol؛ زادهٔ ۲۵ اکتبر ۱۹۴۲) مورخ و متخصص در زمینه روم باستان و سنگ‌نوشته استاد دانشگاه اهل فرانسه است.